# Na Chaluai (huyện)
Na Chaluai (tiếng Thái: นาจะหลวย) là một huyện (amphoe) ở phía nam của tỉnh Ubon Ratchathani, đông bắc Thái Lan.

## Lịch sử
Chính quyền lập tiểu huyện (king amphoe) Na Chaluai ngày 1 tháng 2 năm 1972, khi ba tambon Na Chaluai, Phon Sawan và Non Sombun được tách ra từ Det Udom. Đơn vị này đã được nâng cấp thành huyện ngày 12 tháng 4 năm 1977.

## Địa lý
Các huyện giáp ranh (từ phía tây theo chiều kim đồng hồ) là: Nam Yuen, Det Udom, Buntharik và tỉnh Champasak của Lào.
Vườn quốc gia Phu Chong Na Yoi nằm ở huyện này.
Nguồn nước quan trọng ở huyện này là sông Dom Yai.

## Hành chính
Huyện này được chia thành 6 phó huyện (tambon), các đơn vị này lại được chia ra thành 68 làng (muban). Na Chaluai là một thị trấn (thesaban tambon) nằm trên một phần của tambon Na Chaluai. Có 6 Tổ chức hành chính tambon.
| STT. | Tên        | Tên Thái | Số làng | Dân số |  |
| ---- | ---------- | -------- | ------- | ------ |  |
| 1.   | Na Chaluai | นาจะหลวย | 16      | 17.057 |  |
| 2.   | Non Sombun | โนนสมบูรณ์ | 9       | 6.600  |  |
| 3.   | Phon Sawan | พรสวรรค์  | 10      | 5.440  |  |
| 4.   | Ban Tum    | บ้านตูม    | 14      | 11.998 |  |
| 5.   | Sok Saeng  | โสกแสง   | 10      | 7.251  |  |
| 6.   | Non Sawan  | โนนสวรรค์ | 9       | 5.428  |  |